# Soroush
Soroush (persiska: سروش) är ett gammalt persiskt mansnamn som betyder lycka. Namnet härstammar från den zoroastriska religionen och är namnet på en ängel ("Sraosha"). Det fanns år 2008 36 personer som hade Soroush som förnamn i Sverige, varav 32 som tilltalsnamn.